# Lemnalia grandispina
Lemnalia grandispina är en korallart som beskrevs av Hilario Atanacio Roxas 1933. Lemnalia grandispina ingår i släktet Lemnalia och familjen Nephtheidae. Inga underarter finns listade i Catalogue of Life.